# 2015年9月中國大陸

## 9月3日
- 纪念中国人民抗日战争暨世界反法西斯战争胜利70周年阅兵式于北京天安门广场举行[1]。

## 9月4日
- 中央军委原副主席，最后一位开国中将张震因病于9月3日17时在北京逝世，享年101岁[2]。
- 习近平在大阅兵前的讲话中宣布裁军30万人，解放军现役部队从230万人减少到200万人[3][4][5][6][7]。

## 9月9日
- 开国中将张震遗体火化，习近平、李克强、张德江、刘云山、王岐山、张高丽、江泽民、胡锦涛等送别[8][9][10]。
- 最高检首次举行刑事申诉案件公开审查论证会。论证会由最高检刑事申诉检察厅负责人主持[11][12][13]。
- 9月9日上午，湖北十堰市中级人民法院4名法官被人持刀捅伤[14][15]。警方初步查明：犯罪嫌疑人胡某系不服判决持刀行凶[16]。根据判决书记录，胡庆刚诉称，2013年8月13日，他经人介绍进入十堰方鼎汽车车身公司（下称方鼎公司）上班。工作期间，方鼎公司经常拖欠工资，且未与他签订书面劳动合同，未为他缴纳各项社会保险。2014年2月23日，胡庆刚不得已离开方鼎公司[17]。

## 9月10日
- 2015中国共产党与世界对话会闭幕。9日，中共中央政治局常委、中央纪委书记王岐山在人民大会堂会见了出席会议的外方代表。会议期间，学者们围绕“从严治党：执政党的使命”主题展开深入研讨。王在会上提到中共执政合法性这个敏感话题。一些国际媒体评论认为，在多达60位中国国内和国际学者面前，可代表中共最高层意志的王岐山论述中共执政合法性，可谓“突破性”政治动作[18][19]。
- 郭美美开设赌场被判有期徒刑五年[20][21][22]。

## 9月11日
- 华润(集团)有限公司原党委书记、董事长宋林，香港中旅(集团)有限公司原党委副书记、副董事长、总经理王帅廷，同日被双开[23][24]。
- 陕西一警察参与绑架后撕票，看守所期间曾欲越狱。9月11日上午，合阳县人民法院配合最高人民法院刑事审判庭通过远程视频提讯系统，对羁押在合阳县看守所的一名参与绑架勒索162万元后撕票的被告人王伯阳进行死刑复核远程提讯[25]。

## 9月13日
- 央企监事会主席时希平落水失踪，兼任中央巡视组副组长，具体原因不明[26]。

## 9月15日
- 中信证券总经理程博明被查，已有11名骨干被带走[27]。中信证券9月15日发布公告称，公司总经理程博明、经纪业务发展与管理委员会运营管理部负责人于新利和信息技术中心汪锦岭等人，因涉嫌内幕交易、泄露内幕信息被公安机关依法要求接受调查[28][28][29]。

## 9月16日
- 9月16日晚，中纪委网站披露，证监会主席助理张育军涉嫌严重违纪，目前正在接受组织调查[30]。张育军曾历任深交所总经理和上交所总经理，开了中国“一人跨两所”之先河[31][32]。

## 9月18日
- “第一女巨贪”杨秀珠弟弟杨进军逃美14年被从美国强制遣返回国，是美国首次向中国遣返公开曝光的“百名红通人员”[33][34]。

## 9月21日
- 今日上午，最高人民法院召开新闻发布会，发布《最高人民法院关于完善人民法院司法责任制的若干意见》。《意见》明确，法官应当对其履行审判职责的行为承担责任，在职责范围内对办案质量终身负责[35][36]。

## 9月22日
- 应美利坚合众国总统奥巴马邀请[37]，中国国家主席习近平将于22日至25日对美国进行国事访问[38]。应联合国秘书长潘基文邀请，国家主席习近平将于26日至28日赴纽约联合国总部出席联合国成立70周年系列峰会。是习近平首次对美国进行国事访问和首次到访联合国总部，是一次具有里程碑意义的重要访问[39][40]。
- 9月22日，国家主席习近平抵达西雅图，开启访美首站行程，并在出席当地政府和美国友好团体联合举办的欢迎晚宴时发表演讲[41][42][43]。对于反腐败，习近平强调，我们大力查处腐败案件，坚持“老虎”、“苍蝇”一起打，就是要顺应人民要求，这其中没有什么权力斗争，没有什么“纸牌屋”。“党内不允许有不受纪律约束的特殊党员”“不管级别有多高，谁触犯法律都要问责”[44]。
- 国家宗教事务局副局长张乐斌涉严重违纪被查[45]。

## 9月23日
- 中共中央政治局常委、中央纪委书记王岐山在纪检监察干部监督工作座谈会上强调，打铁还需自身硬。十八大以来，纪检监察系统共处分违纪干部3400多人，中央纪委机关查处处置14人[46]。
- 上海市金山区副区长陆瑾(女)接受组织调查[47]。

## 9月24日
- 中华人民共和国国务院总理李克强在河南保税物流中心、河南鲜易控股公司考察[48][49]。
- 美国再次向中国强制遣返贪污贿赂犯罪嫌疑人邝婉芳。邝婉芳，女，广东开平人，1967年出生，涉嫌共同贪污犯罪，2001年外逃美国。案发后，中美两国加强司法执法合作，邝婉芳在美国被成功定罪并入狱服刑[50]。

## 9月28日
- 江苏省南京市浦口区人民法院审理南京虐童案，养母李征琴否认犯罪，对控罪提出异议[51]。

## 9月29日
- 法制晚报报道，网曝贵州盘县协警与店主互殴，警方称协警为临时工[52]。
- 下午5点58分，福建漳州市一女子在110指挥中心门口遭砍死[53]。

## 9月30日
- 上午，烈士纪念日向人民英雄敬献花篮仪式在北京天安门广场举行[54]。党和国家领导人习近平、李克强、张德江、刘云山、王岐山、张高丽等[55]，同首都各界代表一起出席仪式[56][57][58]。
- 长度3.5千米的10千伏高压线缆通过耐压测试、变电站设备调试完成，中科院国家天文台500米口径球面射电望远镜（FAST）项目综合布线工程完成，具备供电条件[59]。
- 下午3点50分左右，广西柳城县及周边范围内发生17起邮包爆炸事件，多辆汽车被炸毁，一居民楼部分被炸塌，多处建筑不同程度受损。目前，事件已造成7人死亡51人受伤，另有两人失联[60]。